# Retiro maculatus
Retiro maculatus là một loài nhện trong họ Amaurobiidae.
Loài này thuộc chi Retiro. Retiro maculatus được Cândido Firmino de Mello-Leitão miêu tả năm 1915.